# Гонзага, Аннибале
Аннибале Франческо Мария Гонзага, князь ди Сан-Мартино (итал. Annibale Francesco Maria Gonzaga; 1602 — 2 августа 1668, Вена) — государственный и военный деятель Священной Римской империи, генерал-фельдмаршал.

## Биография
Сын Ферранте Гонзаги ди Боццоло, мариза ди Гаццуоло, и Изабеллы Гонзага ди Новеллара.
В молодости отправился в Германию, чтобы принять участие в Тридцатилетней войне в составе армии Католической лиги. Первые сведения о нём появляются в 1629 году, когда Аннибале в чине лейтенанта находился под командованием баварского фельдмаршала Готфрида Генриха фон Паппенгейма. С 1631 года он был полковником, то есть владельцем и командиром созданного в 1625 году полка, состоявшего из шести рот немецких кирасир. В 1632 году отличился в битве при Лютцене.
Неизвестно, был ли он среди офицеров, которых Валленштейн вызывал в свой штаб в Пильсене с 11 по 13 января 1634 для принесения незаконной присяги; фамилия Гонзага встречается среди подписей участников без указания имени.
В то время как к лету 1634 шведы закрепились в южной Германии, Гонзага в составе армейского корпуса Иоганна фон Альдрингена воевал во Франконии и Верхнем Пфальце. В битве при Нёрдлингене 6 сентября 1634 он командовал двадцатью ротами кавалерии, а затем получил приказ доставить императору прямо с поля боя весть о победе над шведами. Этот престижное поручение показывает, что он уже входил в группу ведущих офицеров нового верховного командования Фердинанда III и генерал-лейтенанта Матиаса Галласа. По поручению последнего весной 1635 Гонзага остался в Вене для консультаций с императором о дальнейшем ведении войны, финансировании и снабжении армии. Перед началом новой кампании 15 апреля 1635 он получил чин генерал-фельдвахтмейстера.
В январе 1639 Аннибале был направлен к испанскому двору для переговоров о координации действий. Затем он получил дальнейшее повышение: 14 сентября он был назначен генерал-фельдцейхмейстером и членом Гофкригсрата, а в следующем году стал военным губернатором Вены. 5 декабря 1642 году он получил высшее командование всей имперской артиллерией вместо графа Суйса, попавшего в плен. В 1643 году он был вынужден оставить свой старый полк, которым больше не мог лично командовать, а Фердинанд III отклонил предложение доверить командование подполковнику.
Должность военного губернатора Вены приобрела большое значение в 1640-е годы, когда положение имперцев резко ухудшилось, и надо было готовиться к возможной обороне столицы. В 1645 году, после битвы при Янкау, Вене и всей Нижней Австрии угрожало наступление шведов, которое мог поддержать трансильванский князь Дьёрдь I Ракоци, вступивший в войну в 1643 году. Опасность снова возникла во время войны 1663—1664 годов, когда турецкое продвижение в Западной Венгрии снова создало угрозу Вене. При помощи военного инженера Джакомо Тенсини Гонзага преобразовал старые городские стены в более современную оборонительную систему. На берегу Дуная, на месте незавершенного сооружения середины XVI века, был возведен бастион, просуществовавший под названием бастиона Гонзага до 1859 года, когда он был снесен в рамках перестройки города, организованной императором Францем Иосифом (имя Гонзага теперь носит венский переулок).
Под предлогом возраста Гонзага отказался от верховного командования австрийской армией, сформированной в апреле—мае 1657 для оказания помощи Польше против Швеции в Северной войне. Командование было предоставлено Раймондо Монтекукколи. После смерти Фердинанда III Гонзага сразу же был принят в ближний круг советников молодого и неопытного императора Леопольда I.
1 апреля 1656 был пожалован Филиппом IV в рыцари ордена Золотого руна. Получил орденскую цепь осенью 1657. 28 февраля 1658 был произведен в генерал-фельдмаршалы. После венгерской кампании 1658 года он стал вице-президентом Гофкригсрата, в 1662 году стал оберстгофмейстером вдовствующей императрицы Элеоноры, а в 1665 году занял должность президента Гофкригсрата, сменив князя Венцеля Ойзебиуса фон Лобковица, который, в свою очередь, стал главным дворцовым распорядителем.
Возраст и ухудшение здоровья после 1658 года не позволили Гонзаге командовать войсками, но в начале 1660 года ему были поручены дипломатические миссии к Бранденбургскому и Саксонскому курфюрстам: Северная война подходила к концу, и её участники готовились обсуждать условия мира. 21 апреля начались переговоры с Фридрихом Вильгельмом I, в которых также принимал участие Монтекукколи. Договорившись с бранденбуржцами, Аннибале 3 мая выехал из Берлина в Дрезден с целью привлечения Саксонии в качестве союзника. Заключенный тем временем Оливский мир лишил эту миссию реального значения, и после недолгого пребывания в Саксонии Гонзага вернулся в Вену. В ноябре того же года его предполагалось отправить в новое посольство, так как император из-за турецкой угрозы хотел просить военной или финансовой помощи у итальянских дворов, в том числе у папы. Миссия была доверена другим сановникам, потому что Гонзага представлялся персоной слишком высокого ранга для решения столь скромной задачи.
Приобрел владение Фрейдек в районе Ибса и в 1651 году был принят в аристократическую корпорацию Нижней Австрии. В 1659 году был натурализован в Венгрии, а в 1663 году получил титул имперского князя для всех наследственных владений в Австрии.

## Семья
1-я жена (1636): Хедвига Мария фон Саксен-Лауэнбург (7.08.1597—29.08.1644), дочь герцога Франца II Саксен-Лауэнбургского и Марии фон Брауншвейг-Вольфенбюттель
Дети:
- Карло Фердинандо (1637—1652)
- Мария Изабелла (1638—26.04.1702). Муж 1) (1656): граф Клаудио III де Коллальто, сын Раймондо XIII де Коллальто; 2) (8.03.1666): граф Сигизмунд Хельфрид фон Дитрихштейн (1635—2.04.1698)

2-я жена (1653): графиня Борбала Чаки де Кёрёсег и Адорьян (ум. 1688), дочь Ласло Чаки де Кёрёсег и Адорьян и Марии Магдольны Баттьяни де Неметуйвар